# Graptartia scabra
Graptartia scabra is een spinnensoort uit de familie van de loopspinnen (Corinnidae).
De wetenschappelijke naam van de soort werd in 1878 als Micaria scabra gepubliceerd door Eugène Simon.